# Oisseau-le-Petit
Oisseau-le-Petit – miejscowość i gmina we Francji, w regionie Kraj Loary, w departamencie Sarthe.
Według danych na rok 1990 gminę zamieszkiwało 641 osób, a gęstość zaludnienia wynosiła 75 osób/km² (wśród 1504 gmin Kraju Loary, Oisseau-le-Petit plasuje się na 760. miejscu pod względem liczby ludności, natomiast pod względem powierzchni na miejscu 1066.).